# Kráľova Lehota (przystanek kolejowy)
Kráľova Lehota – stacja kolejowa znajdująca się we wsi Kráľova Lehota w kraju żylińskim na linii kolejowej nr 180 na Słowacji.